# Звёзды балета XXI века
«Звёзды балета XXI века» (англ. Stars of the 21st Century) — серия ежегодных гала-концертов мастеров балета. Родиной проекта является Торонто, где гала-концерт был впервые проведён в 1993 году. Начиная с 1998 года концерты проходили также в Париже (Театр Елисейских полей), Каннах и Нью-Йорке (Линкольн-центр); в 2009 году гала-концерт впервые был проведён в Бухаресте, в 2010 году — в Москве и Панаме. Бессменными организаторами концерта выступают канадский продюсер Соломон Тенсер (директор) и его жена, в прошлом балерина Надежда Веселова-Тенсер (художественный руководитель). По мнению известного критика Нины Аловерт, проект представляет собой «самый значительный, самый престижный в мире концерт балетных звёзд разных стран».
Консультантами проекта на протяжении многих лет выступали Ролан Пети, Екатерина Максимова, Карла Фраччи, Владимир Малахов. В репертуаре проекта не только балетная классика, но и современные номера. За 17 лет существования в программе гала приняли участие более 300 артистов из почти 40 балетных трупп мира. Среди них Диана Вишнева, Ульяна Лопаткина, Светлана Захарова, Светлана Лунькина, Леонид Сарафанов, Андриан Фадеев, Андрей Уваров, Игорь Зеленский, Сергей Филин, Николай Цискаридзе, Владимир Малахов, Фарух Рузиматов, Aлина Кожокару, Дезмонд Ричардсон, Роберто Болле, Элеонора Абаньято, Джузеппе Пиконе, Карлос Акоста и др.
Московский гала-концерт 26 сентября 2010 года стал юбилейным 50-м событием в рамках серии. По этому случаю был вручён специальный приз «Балерина Десятилетия», который получили сразу четыре примадонны — Диана Вишнёва (Мариинский театр), Люсия Лакарра (Баварский государственный балет), Светлана Лунькина (Большой театр) и Алина Кожокару (Королевский балет). Пресса, однако, отметила, что «концерт оказался мероприятием хоть и культурным, но скорее светским».